# Sansankoto Island
Sansankoto Island är en ö i Gambia.   Den ligger i regionen Western Division, i den västra delen av landet i Gambiafloden. Ön består av träskmark.